# Charles Scicluna
Charles Jude Scicluna (Toronto, Canadá, 15 de mayo de 1959) es un prelado de la iglesia católica, de nacionalidad maltesa, que ejerce como arzobispo de Malta desde 2015. Ocupó cargos en la Curia Romana desde 1995 hasta 2012, cuando fue nombrado obispo auxiliar de Malta.
Ha llevado a cabo, tanto en sus roles dentro de la curia como obispo, distintas investigaciones sobre los casos de abusos sexuales cometidos por miembros de la Iglesia católica, en nombre de la Santa Sede, y ha encabezado un consejo del Vaticano que examina tales casos. Ha sido llamado «el experto en delitos sexuales más respetado del Vaticano».

## Biografía

### Primeros años y formación
Hijo de padres malteses, nació en Toronto, Canadá, el 15 de mayo de 1959. Su familia se trasladó a Qormi, en Malta, cuando tenía 11 meses de edad. Después de la escuela secundaria, estudió en el Seminario Mayor de esa ciudad. Obtuvo una licenciatura en Derecho Civil de la Universidad de Malta, en 1984, y una Licenciatura en Sagrada Teología.
En 1991 obtuvo un doctorado en derecho canónico en la Pontificia Universidad Gregoriana en Roma. Su director de tesis fue Raymond Leo Burke y la presentó el profesor Urbano Navarrete, SJ.

## Sacerdocio
Fue ordenado sacerdote en la Arquidiócesis de Malta por el arzobispo José Mercieca el 11 de julio de 1986.
Entre 1990 y 1995, fue defensor del vínculo y promotor de justicia en el Tribunal Metropolitano de Malta, profesor de Teología Pastoral y Derecho Canónico en la Facultad de Teología y vicerrector del Seminario Mayor de la Arquidiócesis. Sus actividades pastorales, incluyeron el servicio en las parroquias de San Gregorio el Grande en Sliema y de la Transfiguración en Iklin. Se desempeñó como capellán del Convento de Santa Catalina.

### Santa Sede
En 1995 comenzó su carrera de 17 años en el Vaticano, primero como promotor de Justicia adjunto en el Tribunal Supremo de la Signatura Apostólica y luego como promotor de justicia en la Congregación para la Doctrina de la Fe, dirigido entonces por el cardenal Joseph Ratzinger. También se desempeñó como profesor invitado en la Facultad de Leyes de la Pontificia Universidad Gregoriana. Entre 1996 y 2007, promovió la canonización de san George Preca.
En su rol de promotor de justicia, se le atribuye la autoría de las normas universales de 2010, que extendieron los estatutos de limitaciones de la Iglesia para informar de casos de abuso sexual y expandió la categoría de delitos eclesiásticos para incluir las conductas sexuales impropias con un adulto discapacitado y la posesión de pornografía infantil.
En 2005, Ratzinger encargó a Scicluna que recogiera los testimonios de abuso sexual cometidos por el fundador de los Legionarios de Cristo, Marcial Maciel.

## Episcopado

### Obispo Auxiliar de Malta
El 6 de octubre de 2012, el papa Benedicto XVI lo nombró obispo auxiliar de la Arquidiócesis de Malta y obispo titular de San Leone. El comunicado del Vaticano lo describió como «muy respetado entre sus pares de todo el mundo para su docencia competencias y su experiencia en cuestiones de protección del niño». En una entrevista en la víspera de su salida de Roma, Scicluna dijo que la medida era una promoción y no una manifestación de las rivalidades al interior del Vaticano. Afirmó que su nuevo cargo no alteraría su política con respecto al manejo de los casos de abuso sexual: «Si quieres silenciar a alguien, no lo nombras obispo».
Fue consagrado obispo el 24 de noviembre de 2012, por el arzobispo Paul Cremona y sirvió como su adjunto. Sus co-consagrantes fueron el arzobispo emérito Joseph Mercieca y el obispo Mario Grech de Gozo.
El 1 de diciembre de 2012, el papa Benedicto XVI nombró a Scicluna, por un mandato de cinco años renovable, como miembro de la Congregación para la Doctrina de la Fe.
En diciembre de 2013, el papa Francisco mandató a Scicluna con la tarea de oponerse al matrimonio y la adopción por parejas del mismo sexo en Malta.
En abril de 2014 Scicluna fue nombrado por el Vaticano para tomar el testimonio de quienes acusaban de conductas sexuales inadecuadas en la Arquidiócesis de San Andrés y Edimburgo. El arzobispo Leo Cushley anunció la investigación en dos cartas enviadas a su clero.
En enero de 2015 fue nombrado como presidente del nuevo equipo doctrinal que trata las apelaciones presentadas por el clero acusado de abuso dentro de la Congregación para la Doctrina de la Fe. En noviembre de 2014 el papa Francisco estableció el nuevo directorio encargado de revisar y agilizar el proceso de audiencias y fallo de las apelaciones interpuestas por sacerdotes y otros involucrados en abusos sexuales u otros casos serios.

### Arzobispo de Malta
Tras la dimisión del arzobispo Paul Cremona, Scicluna fue nombrado administrador apostólico de la Arquidiócesis de Malta el 18 de octubre de 2014. Durante este período, surgieron varios casos de abuso sexual respecto a un sacerdote dominico. El 27 de febrero de 2015, el papa Francisco nombró a Scicluna como arzobispo metropolitano de Malta. Tomó posesión de dicho cargo el 21 de marzo de 2015 en la Catedral de San Pablo en Mdina.
El 30 de enero de 2018, después de que el Papa Francisco fuera severamente criticado por sus controversiales comentarios sobre el abuso sexual del clero durante su visita a Chile, nombró a Scicluna para llevar a cabo una investigación y tomar las declaraciones de las víctimas que acusan a Juan Barros, quien fue nombrado por Francisco como obispo de Osorno en 2015, de conocer y ser cómplice de abusos sexuales cometidos por Fernando Karadima.
El 13 de noviembre de 2018 fue nombrado secretario adjunto de la Congregación para la Doctrina de la Fe ad quinquennium, siendo confirmado ad aliud quinquennium el 13 de noviembre de 2023